# Гнабри, Серж
Серж Дави́д Гна́бри (нем. Serge David Gnabry, немецкое произношение: [sɛʁʃ ˈdaːvɪt gnabʁi]; род. 14 июля 1995, Штутгарт) — немецкий футболист, полузащитник клуба «Бавария» и национальной сборной Германии.
Начал свою карьеру в Англии в составе «Арсенала», дебютировав на профессиональном уровне в сентябре 2012 года. Он также выступал на правах аренды за «Вест Бромвич Альбион», а затем вернулся в Германию и присоединился к бременскому «Вердеру» в 2016 году. В 2017 году он перешёл в «Баварию», а затем был отдан в аренду в «Хоффенхайм» на сезон 2017/18. В 2018/19 годах, в свой первый сезон в составе «Баварии», он выиграл титул чемпиона Бундеслиги и был назван лучшим игроком сезона. В следующем сезоне Гнабри забил 23 гола, когда «Бавария» оформила чемпионский требл, состоящий из Бундеслиги, Кубка Германии и Лиги чемпионов УЕФА.
После выступлений за сборную Германии на различных молодёжных уровнях Гнабри дебютировал на международной арене в ноябре 2016 года в матче квалификации ЧМ-2018 против сборной Сан-Марино (8:0), забив хет-трик. Он представлял Германию на Евро-2020.

## Ранняя карьера
Гнабри родился в Штутгарте, земля Баден-Вюртемберг, в семье отца-ивуарийца и матери-немки. В юности был талантливым спринтером, но в итоге предпочёл футбол лёгкой атлетике.

## Клубная карьера

### «Арсенал»
Бывший клуб Гнабри «Штутгарт» договорился с лондонским клубом «Арсенал» о сделке на сумму 100 000 фунтов стерлингов в 2010 году, но ему пришлось ждать до 2011 года, когда ему исполнилось 16 лет. Игрок официально присоединился к «Арсеналу» в сезоне 2011/12. Большую часть сезона он играл за юношескую команду, но после впечатляющих выступлений был переведён в резерв. К концу сезона Гнабри сыграл в шести матчах и забил два гола.
Сезон 2012/13 начался для немца хорошо, после того, как он был вызван в первую команду «Арсенала» на предсезонный товарищеский матч против «Кёльна». Он сыграл 24 минуты после того, как вышел на замену в перерыве, и был заменён на Маруана Шамаха на 69-й минуте. Его дебют за клуб состоялся 26 сентября 2012 года в матче с «Ковентри Сити» на Кубок Футбольной лиги. 20 октября 2012 года он дебютировал в Премьер-лиге в матче против «Норвич Сити» на «Карроу Роуд» (1:0). В возрасте 17 лет и 98 дней он стал вторым самым молодым игроком «Арсенала» в истории лиги после Джека Уилшера. Четыре дня спустя он дебютировал в Лиге чемпионов, выйдя на замену в домашнем матче «Арсенала» против «Шальке 04» (2:0).

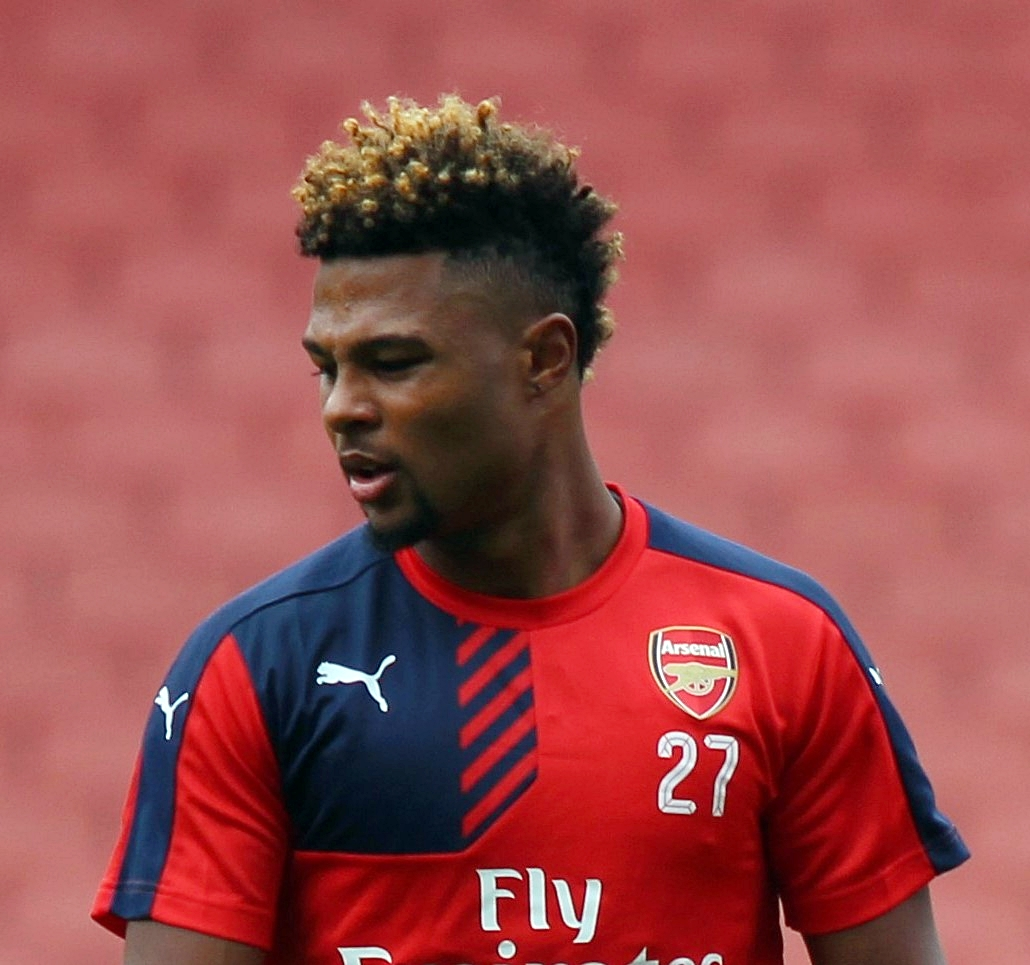
Гнабри в 2015 году

25 марта 2013 года забил единственный гол в победном матче с юношеской командой ЦСКА в четвертьфинале NextGen Series. В полуфинале того же турнира он сравнял счёт в матче с «Челси» (до 19 лет), сделав счёт 3:3, после чего «Арсенал» проиграл 3:4 в дополнительное время. 8 апреля в следующей игре Гнабри забил гол в матче с молодёжным составом «Ливерпуля» (2:3).
В первой игре сезона 2013/14 Гнабри был включён в состав первой команды «Арсенала» против «Астон Виллы» и начал игру на скамейке запасных. 22 сентября 2013 года он впервые вышел в стартовом составе в Премьер-лиге против «Сток Сити» после того, как Тео Уолкотт был удалён незадолго до начала матча. Он отыграл 73 минуты, после чего был заменён на Рё Мияити, а «Арсенал» выиграл матч со счётом 3:1. Свой первый профессиональный гол он забил в следующем матче чемпионата против «Суонси Сити», который помог одержать «Арсеналу» победу со счётом 2:1, выведшая его на первое место в таблице Премьер-лиги. 26 октября он реализовал пенальти в матче с «Кристал Пэлас», в результате чего «Арсенал» победил со счётом 2:0. Впечатляющее начало сезона привело к тому, что Гнабри был номинирован на премию «Golden Boy» в 2013 году и заключил новый пятилетний контракт с «Арсеналом».
В сезоне 2013/14 Гнабри принял участие в 14 матчах, включая выступления в Кубке Англии против «Тоттенхэм Хотспур» и «Ковентри», причём Гнабри помог «Арсеналу» выиграть турнир в том году, а в следующих двух матчах против «Ливерпуля» и «Эвертона» попадал на скамейку запасных.
После своего прорывного сезона Гнабри пропустил большую часть сезона 2014/15 из-за серьёзной травмы колена, из-за которой он не играл в первой команде более года. Однако он стал капитаном и сыграл 65 минут за команду «Арсенала» (до 21 года), которая в феврале 2015 года обыграла ровесников из «Ньюкасл Юнайтед» со счётом 2:1.

#### Аренда в «Вест Бромвич Альбион»
7 августа 2015 года Гнабри перешёл в «Вест Бромвич Альбион» на правах аренды на сезон, чтобы получить опыт игры в первой команде. 23 августа 2015 года он дебютировал в качестве запасного игрока в матче с «Челси» (3:2). Однако в дальнейшем он не выходил на поле, а в октябре тренер Тони Пьюлис заявил, что Гнабри «не достиг необходимого уровня», чтобы играть за «Вест Бромвич». В январе он был отозван из аренды из-за отсутствия игр за основную команду «Вест Бромвича». Он закончил сезон 2015/16, сыграв в Премьер-лиге и дважды в Кубке лиги.

### «Вердер»
31 августа 2016 года Гнабри подписал контракт с клубом Бундеслиги «Вердер», заплатившей за него 5 миллионов фунтов стерлингов. Главный тренер «Арсенала» Арсен Венгер хотел продлить контракт Гнабри до его перехода, но отсутствие возможности играть в первой команде заставило полузащитника искать другое место. Свой первый гол за бременский «Вердер» он забил 17 сентября 2016 года в гостевом матче с мёнхенгладбахской «Боруссией» (1:4).
За свой единственный сезон в клубе он провёл 27 матчей в чемпионате, забив 11 голов, а «Вердер» занял 8-е место в Бундеслиге.

### «Бавария»

#### Аренда в «Хоффенхайм»
11 июня 2017 года «Бавария» объявила о подписании Гнабри на три года за 8 млн евро после активации пункта выкупа в его контракте с бременским «Вердером».
14 июня «Бавария» объявила, что Серж Гнабри переходит в «Хоффенхайм» на правах аренды на сезон. Игрок сам пожелал перейти, чтобы получить больше опыта. Он забил свой первый и второй голы в чемпионате в победе над «РБ Лейпциг» (4:0). Он забил 10 голов в своих 22 играх в сезоне, благодаря чему «Хоффенхайм» занял 3-е место в турнирной таблице и обеспечил себе место в Лиге чемпионов на следующий сезон. Сезон 2017/18 он закончил с 10 голами в 26 матчах. Он также выступал в Региональной лиге «Юго-Запад» за резервную команду.

#### 2018/20: Прорыв и серебро

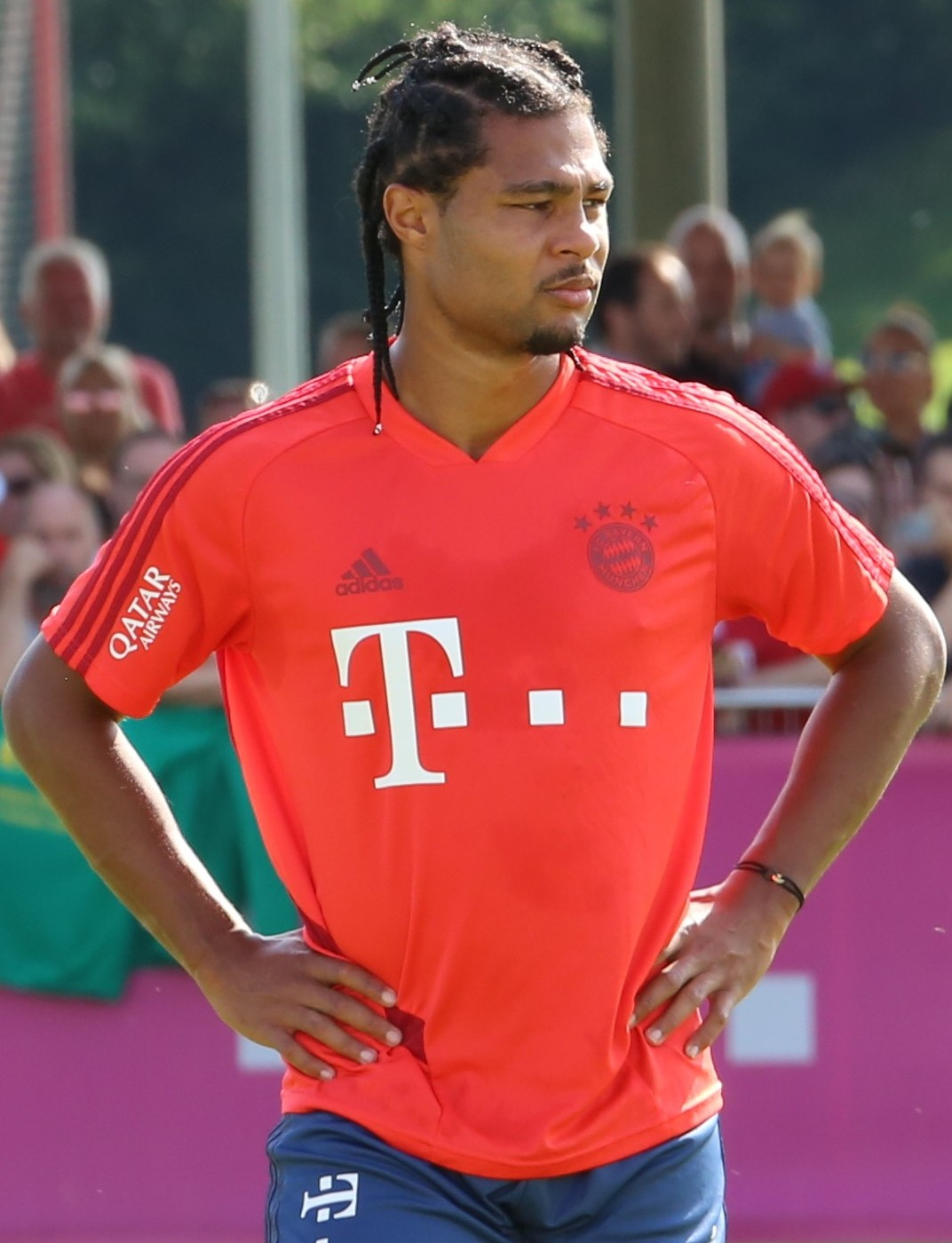
Гнабри тренируется с «Баварией» в 2019 году

2 июля 2018 года Гнабри был представлен в качестве игрока «Баварии». Игрок получил футболку с номером 22. 1 сентября дебютировал в Бундеслиге за «Баварию» в победном матче со «Штутгартом» (3:0), выйдя на замену на 77-й минуте. 3 ноября Гнабри забил свой первый гол в Бундеслиге за «Баварию» в матче с «Фрайбургом» (1:1). 1 декабря забил два гола в матче со своим бывшим клубом «Вердер» (2:1). 2 марта 2019 года Гнабри забил 4000-й гол «Баварии» в Бундеслиге в победном матче с «Гладбахом» (5:1), что помогло клубу стать первой командой, достигшей этого рубежа. 5 марта он подписал новый контракт с «Баварией» до 2023 года, и закончил сезон Бундеслиги вторым бомбардиром «Баварии» с 10 голами в 30 матчах. Он выиграл свой первый титул чемпиона Бундеслиги, когда «Бавария» финишировала на два очка выше дортмундой «Боруссии», набрав 78 очков.
1 октября 2019 года сделал первый покер (4 мяча) за «Баварию» против «Тоттенхэм Хотспур» (7:2) в рамках Лиги чемпионов. Этот покер стал первым в Лиге чемпионов с декабря 2015 года. 25 февраля 2020 года он оформил дубль в ворота «Челси» в первом матче 1/8 финала Лиги чемпионов, победив на выезде со счётом 3:0. Это сделало его первым игроком, забившим шесть голов на выезде в Лондоне в одном розыгрыше Лиги чемпионов. 14 августа он забил один гол в четвертьфинальном матче против «Барселоны» (8:2). 19 августа он забил два мяча в матче с «Лионом» (3:0) в полуфинале; таким образом, он забил девять голов в девяти матчах турнира. В финале «Бавария» выиграла 1:0 у «Пари Сен-Жермен», что стало его первым титулом победителя Лиги чемпионов вместе с его товарищем по команде Йозуа Киммихом, ещё одним воспитанником академии «Штутгарта».

#### Сезон 2020/21
Гнабри начал сезон 2020/21, получив футболку с номером 7 после Франка Рибери, который носил её 11 лет. В первом матче сезона Гнабри сделал хет-трик в ворота «Шальке 04» (8:0).

#### Сезон 2022/23
16 июля 2022 года продлил контракт с мюнхенской «Баварией» до лета 2026 года. Предыдущее соглашение действовало до конца сезона 2022/23.

## Карьера в сборной

### Молодёжные сборные
Гнабри представлял Германию на различных молодёжных уровнях, включая уровни до 16, до 17 и до 18 лет. В 2017 году он был частью команды до 21 года, которая выиграла молодёжный чемпионат Европы.

### Олимпийские игры 2016 года

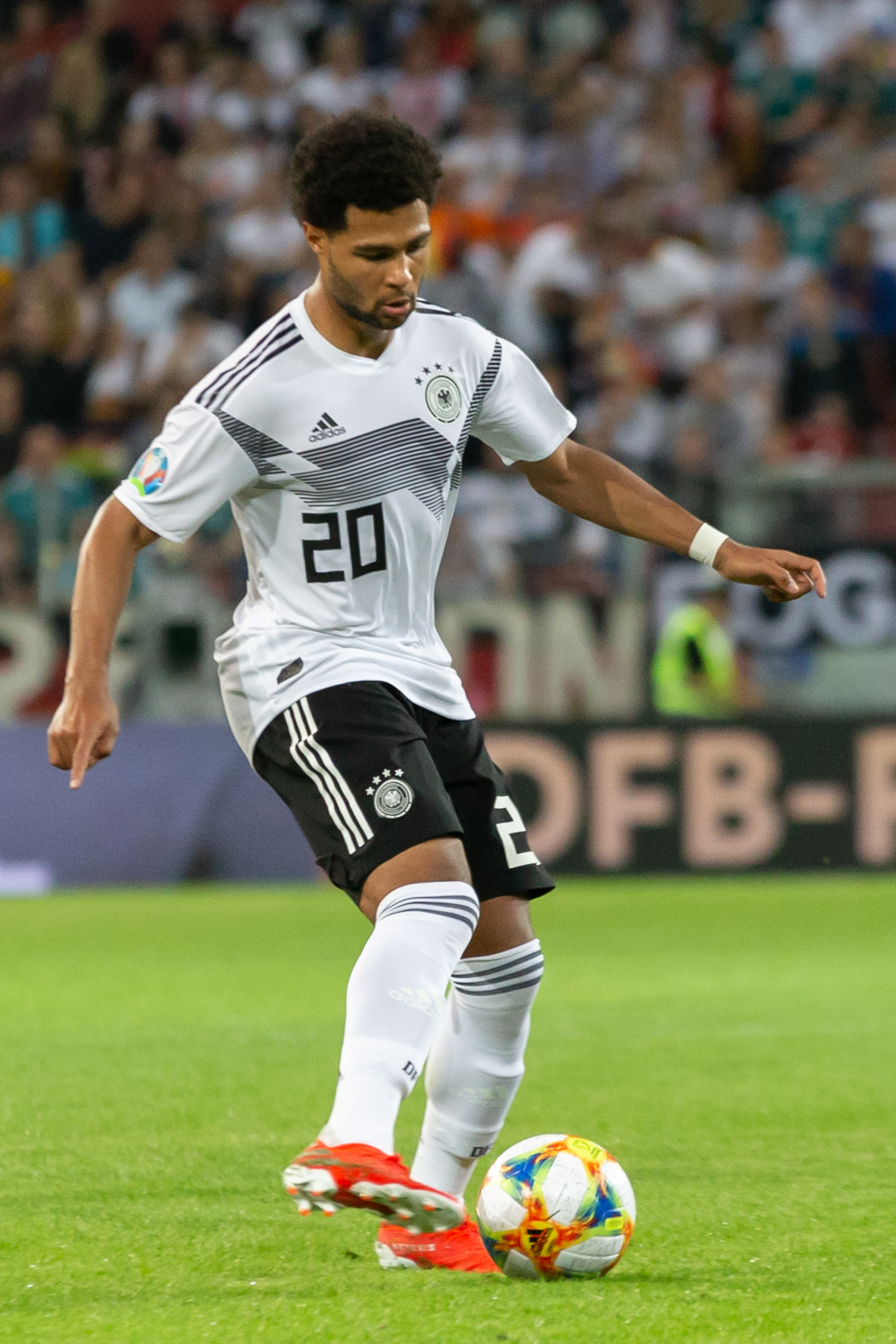
Гнабри в составе сборной Германии в 2019 году

15 июля 2016 года олимпийская сборная Германии вызвала Гнабри для участия в Летних Олимпийских играх 2016 года. 4 августа он начал игру за сборную Германии против Мексики (2:2) и забил первый гол после 58-й минуты. Три дня спустя он утроил свой счёт, забив два мяча в ворота сборной Южной Кореи (3:3), причём второй — штрафным ударом в компенсированное время, который помог сборной Германии заработать очко в ничьей. 10 августа забил ещё два гола в разгроме сборной Фиджи со счётом 10:0. В четвертьфинальном матче Германии против сборной Португалии он забил свой шестой гол на турнире незадолго до перерыва, и Германия выиграла со счётом 4:0. Он завершил турнир в качестве лучшего бомбардира вместе со своим товарищем по команде Нильсом Петерсеном, что помогло Германии завоевать серебряную медаль.

### Основная сборная
4 ноября 2016 года Гнабри получил свой первый вызов в сборную Германии. 11 ноября дебютировал за национальную сборную Германии в матче отборочного турнира к чемпионату мира 2018 года против сборной Сан-Марино, в этом матче отметился хет-триком. 9 октября 2019 года во время товарищеского матча с сборной Аргентиной (2:2) Гнабри стал самым быстрым игроком, забившим 10 голов за сборную, сделав это в своём 11-м выступлении и побив рекорд Мирослава Клозе на 2 матча. 19 ноября сделал хет-трик в отборочном матче Евро-2020 против сборной Северной Ирландии в Штутгарте (6:1). Это был его второй хет-трик в международной карьере. 19 мая 2021 года он был вызван в состав сборной на Евро-2020.

## Стиль игры
Гнабри, который не смог поступить в академию «Баварии», поскольку она находилась в двух часах езды от его дома в Штутгарте, перешёл в лондонский «Арсенал», когда ему было всего 15 лет. Позже он набирал физическую форму и возможность играть в первой команде, поэтому его отдали в аренду в «Вест Бромвич Альбион», где менеджер Тони Пьюлис отметил, что он не готов к футболу высшего уровня, и недостаточно хорош для игры на «Хоторнс». Позже Пьюлис прокомментировал его после хороших выступлений за «Баварию»: «Я просто удивлён. Он был у нас в „Вест Броме“, мы брали его в аренду. И нам так и не удалось привести его в форму! Мы даже заменили его в матче молодёжки, а затем он отправился назад в „Арсенал“, и они его продали… Это просто невероятно, когда человек может всем всё доказать таким образом».
После этого он решил вернуться в Германию, чтобы перезапустить свою карьеру, где Рио Фердинанд упомянул: «Я видел его в Дубае на пляже, он и [Эктор] Бельерин приехали, и у них было немного свободного времени. Он был в очень подавленном, депрессивном настроении. Он не играл, за него не болели, и он просто говорил: „Я действительно собираюсь упорно работать сейчас, я действительно собираюсь приложить все усилия, я собираюсь упорно тренироваться и т. д.“. Вы могли видеть решимость и желание действительно стать игроком, и то, что он сделал, чтобы повернуть свою карьеру так, как он это сделал, было феноменально. Он заслуживает огромной благодарности за это, потому что некоторые игроки сломались бы от разочарования, не играя где-либо». Его тренер в период «Арсенала» Арсен Венгер также прокомментировал это: «Давайте не будем забывать, что я купил его из „Штутгарта“, когда ему было 15 лет, и он часто отсутствовал с травмами. Он креативен, он может забивать голы, владеет обеими ногами, обладает мощью, он напорист и очень, очень хорошо выбирает момент для рывков», а затем добавил: «Я отдал его в аренду в „Вест Бром“, и он не сыграл ни одной игры. Он вернулся, он был травмирован. Мы очень много работали с ним в течение шести месяцев, и он ушёл с немецкой молодёжной сборной, и „Бавария“ заключила сделку с бременским „Вердером“. В конце концов, он хотел подписать контракт, не хотел продлевать его (с „Арсеналом“), и мне было очень грустно. Но мы не смогли переступить черту, потому что я знал, что у него будет отличная карьера. Он может быть девятым номером, десятым номером… он очень умный игрок». Тем временем его бывший партнёр по «Арсеналу» Лукас Подольски сказал: «У него было несколько травм, но он хорошо проявлял себя на тренировках».
Его тренер в период бременского «Вердера» Александр Нури сказал: «У него было много травм, поэтому он не мог последовательно работать над своей физической силой. Он хотел вернуться как можно быстрее». В то же время Гнабри улучшил свою способность забивать голы с обеих ног. Нури добавил: «Я помню, что после командных занятий он часто отрабатывал завершающий удар левой ногой, он принимал много мячей и работал над своей слабой ногой — теперь он забивает ею много голов». Он также стал больше участвовать в оборонительных действиях, как сказал Нури: «Он молниеносен, клинический финишёр, но сейчас он много работает в защите — этого ему не хватало раньше», а затем он добавил: «Теперь он делает эти глубокие забеги назад в свою собственную штрафную, защищаясь. Он способен выполнять эту работу и одновременно совершать глубокие проходы в атаку. Раньше он не мог этого делать из-за недостатка физической силы. После длительного периода без травм он смог набрать эту силу — теперь он полноценный игрок. Ему просто нужно доказать это в течение более длительного периода, чтобы стать главной международной звездой».

## Статистика
Данные на 16 августа 2024 года
| Выступление          | Выступление      | Выступление      | Лига | Лига | Кубки | Кубки | Еврокубки | Еврокубки | Другие | Другие | Итого | Итого |
| Клуб                 | Лига             | Сезон            | Игры | Голы | Игры  | Голы  | Игры      | Голы      | Игры   | Голы   | Игры  | Голы  |
| -------------------- | ---------------- | ---------------- | ---- | ---- | ----- | ----- | --------- | --------- | ------ | ------ | ----- | ----- |
| Арсенал (Лондон)     | Премьер-лига     | 2012/13          | 1    | 0    | 2     | 0     | 1         | 0         | 0      | 0      | 4     | 0     |
| Арсенал (Лондон)     | Премьер-лига     | 2013/14          | 9    | 1    | 1     | 0     | 2         | 0         | 0      | 0      | 12    | 1     |
| Арсенал (Лондон)     | Премьер-лига     | 2014/15          | 0    | 0    | 0     | 0     | 0         | 0         | 0      | 0      | 0     | 0     |
| Арсенал (Лондон)     | Итого            | Итого            | 10   | 1    | 3     | 0     | 3         | 0         | 0      | 0      | 16    | 1     |
| Вест Бромвич Альбион | Премьер-лига     | 2015/16          | 1    | 0    | 2     | 0     | 0         | 0         | 0      | 0      | 3     | 0     |
| Вест Бромвич Альбион | Итого            | Итого            | 1    | 0    | 2     | 0     | 0         | 0         | 0      | 0      | 3     | 0     |
| Вердер               | Бундеслига       | 2016/17          | 27   | 11   | 0     | 0     | 0         | 0         | 0      | 0      | 27    | 11    |
| Вердер               | Итого            | Итого            | 27   | 11   | 0     | 0     | 0         | 0         | 0      | 0      | 27    | 11    |
| Хоффенхайм           | Бундеслига       | 2017/18          | 22   | 10   | 1     | 0     | 3         | 0         | 0      | 0      | 26    | 10    |
| Хоффенхайм           | Итого            | Итого            | 22   | 10   | 1     | 0     | 3         | 0         | 0      | 0      | 26    | 10    |
| Бавария              | Бундеслига       | 2018/19          | 30   | 10   | 5     | 3     | 7         | 0         | 0      | 0      | 42    | 13    |
| Бавария              | Бундеслига       | 2019/20          | 31   | 12   | 5     | 2     | 10        | 9         | 0      | 0      | 46    | 23    |
| Бавария              | Бундеслига       | 2020/21          | 27   | 10   | 2     | 1     | 6         | 0         | 3      | 0      | 38    | 11    |
| Бавария              | Бундеслига       | 2021/22          | 34   | 14   | 3     | 0     | 8         | 3         | 0      | 0      | 45    | 17    |
| Бавария              | Бундеслига       | 2022/23          | 34   | 14   | 5     | 1     | 8         | 2         | 0      | 0      | 47    | 17    |
| Бавария              | Бундеслига       | 2023/24          | 10   | 3    | 3     | 0     | 7         | 2         | 0      | 0      | 20    | 5     |
| Бавария              | Бундеслига       | 2024/25          | 0    | 0    | 1     | 0     | 0         | 0         | 0      | 0      | 1     | 0     |
| Бавария              | Итого            | Итого            | 166  | 63   | 24    | 7     | 46        | 16        | 3      | 0      | 239   | 86    |
| Всего за карьеру     | Всего за карьеру | Всего за карьеру | 226  | 85   | 30    | 7     | 52        | 16        | 3      | 0      | 311   | 108   |

### Матчи за сборную
| № | Дата            | Оппонент   | Счёт | Голы            | Ассистент | Нарушения | Минуты | Соревнование             |
| - | --------------- | ---------- | ---- | --------------- | --------- | --------- | ------ | ------------------------ |
| 1 | 11 ноября 2016  | Сан-Марино | 8:0  | Гол · Гол · Гол | —         | —         | 90'    | Отбор ЧМ-2018 (группа C) |
| 2 | 15 ноября 2016  | Италия     | 0:0  | —               | —         | —         | 30'    | Товарищеский матч        |
| 3 | 16 октября 2018 | Франция    | 1:2  | —               | —         | —         | 88'    | Лига Наций (А)           |
| 4 | 15 ноября 2018  | Россия     | 3:0  | Гол             | 1         | —         | 73'    | Товарищеский матч        |
| 5 | 19 ноября 2018  | Нидерланды | 2:2  | —               | —         | —         | 67'    | Лига Наций (А)           |

Итого: сыграно матчей: 13 / забито голов: 13;

## Достижения
«Арсенал»
- Обладатель Кубка Англии (2): 2013/14, 2014/15
- Обладатель Суперкубка Англии (2): 2014, 2015

«Бавария»
- Чемпион Германии (6): 2018/19, 2019/20, 2020/21, 2021/22, 2022/23, 2024/25
- Обладатель Кубка Германии (2): 2018/19, 2019/20
- Обладатель Суперкубка Германии (5): 2018, 2020, 2021, 2022, 2025
- Обладатель Лиги Чемпионов 2019/20
- Обладатель Суперкубка УЕФА: 2020
- Победитель клубного чемпионата мира по футболу: 2020

Сборная Германии
- Серебряный призёр Олимпийских игр: 2016
- Чемпион Европы среди молодёжных команд: 2017